# Der liebe Augustin (film, 1960)
Pour plus de détails, voir Fiche technique et Distribution.
Der liebe Augustin (en français, Le cher Augustin) est un film allemand réalisé par Rolf Thiele sorti en 1960.
Il s'agit d'une adaptation du roman de Horst Wolfram Geißler (de).

## Synopsis
À l'aune du romantisme allemand, au début du XIXe siècle, Augustin Sumser est un véritable séducteur de son temps. Après avoir été au séminaire du prince-évêque à Meersburg et à un court apprentissage avec un luthier de Mittenwald, où il a également étudié l'univers féminin pour la première fois, il va dans le monde pour rencontrer la vie, comme il le dit. L'ancien docteur Mesmer à Lindau près du lac de Constance le prend sous son aile et commence à fermer[pas clair] son air hautain et la surdité dans son cœur. Un jour, Augustin rencontre Lady Ann, jeune fille anglaise, bourgeoise, originale et assez jolie. En échange de quelques heures belles et partagées, elle donne à Augustin une boîte à musique. Il est tellement fasciné par ce cadeau unique, son son et son aspect raffiné que Sumser décide de devenir un fabricant de boîtes à musique. Augustin montre de grands talents et bientôt il se fait un nom en tant que créateur de boîte, qui s'étend bien au-delà de Lindau.
Plus que son talent en tant que fabricant d'instruments, son désir d'aventures romantiques avec le noble monde des dames est évident. Bientôt, il se tourne vers la jeune princesse-abbesse Friederike von Bretzenheim, qui a réveillé son cœur. Mais le bonheur ne dure pas longtemps entre la jeune noble et le beau parleur, quand une intrigue met fin à leur relation. Le cher Augustin, comme il sera surnommé, trouve un emploi comme secrétaire du baron Gravenreuth, qui l'emmène dans ses voyages à travers l'Europe. Maintenant enfin, Augustin va connaître le « monde en long et en large » qu'il a toujours désiré, mais à Lindau, où le grand amour l'attend. Elle s'appelle Susanne, aime infiniment sa grandeur et devient enfin sa femme. Ce mariage va donner une naissance, mais un jour, Susanne meurt en couches. Profondément affligé, le cher Augustin quitte son Lindau et rencontre à nouveau la princesse-abbesse qui s'est mariée. C'est l'ancien docteur Mesmer, qui le trouve dans un état d'inconsolence, et lui donne un nouveau courage grâce à sa maturité, avec des conseils et des gestes.

## Fiche technique
- Titre : Der liebe Augustin
- Réalisation : Rolf Thiele assisté d'Adelhaid Federspiel
- Scénario : Barbara Noack (de), Gregor von Rezzori
- Musique : Bernd Kampka (de)
- Direction artistique : Arno Richter, Felix Smetana
- Costumes : Charlotte Flemming
- Photographie : Günther Anders
- Son : Erwin Tews
- Montage : Erwin Kasch
- Production : Hans Abich (de)
- Sociétés de production : UFA
- Société de distribution : UFA-Filmverleih
- Pays d'origine :  Allemagne de l'Ouest
- Langue : allemand
- Format : Couleur - 1,33:1 - Mono - 35 mm
- Genre : Comédie romantique
- Durée : 97 minutes
- Dates de sortie :
  - Allemagne de l'Ouest : 21 janvier 1960.

## Distribution
- Matthias Fuchs : Augustin Sumser
- Nicole Badal : Friederike von Bretzenheim
- Veronika Bayer (de) : Susanne
- Ina Duscha : Lady Ann
- Rudolf Forster : Dr. Mesmer
- Dietmar Schönherr : Franz von Gravenreuth
- Walter Rilla : le baron Gravenreuth, son père
- Margarete Hruby : la baronne Gravenreuth, son épouse
- Kurt Zips (de) : Stotz, horloger
- Tilo von Berlepsch (de) : M. von Ziwny
- Xenia Hagman : Sophie von Ungelter
- Carola Rasch (de) : Ketty, femme de chambre
- Florentine von Castell : Caroline von Westenach
- Ingemarie Tramm : Antonie von Entzberg
- Regine Burghardt : Marie
- Paula Braend (de) : Tante Jent
- Toni Treutler (de) : la pêcheuse
- Carl Simon : le pêcheur
- Angela Pschigode (de) : Loni
- Helmut Brasch (de) : le collecteur d'impôts
- Alfons Teuber (de) : l'hôte
- Erwin Bredow : Napoléon Bonaparte

## Source de la traduction
- (de) Cet article est partiellement ou en totalité issu de l’article de Wikipédia en allemand intitulé « Der liebe Augustin (1960) » (voir la liste des auteurs).